# Cynanchum nielsenii
Cynanchum nielsenii är en oleanderväxtart som beskrevs av G. Morillo. Cynanchum nielsenii ingår i släktet Cynanchum och familjen oleanderväxter. Inga underarter finns listade i Catalogue of Life.